# 羽根駅 (石川県)
羽根駅（はねえき）は石川県鳳珠郡能登町羽根にあった、のと鉄道能登線の駅。2005年（平成17年）、能登線の廃止により廃駅となった。

## 歴史
- 1963年（昭和38年）10月1日：日本国有鉄道（国鉄）能登線の駅として開業[2]。旅客のみを取り扱う無人駅[3]。
- 1987年（昭和62年）4月1日：国鉄分割民営化により西日本旅客鉄道に承継される[1]。
- 1988年（昭和63年）3月25日：のと鉄道に転換[1]。
- 2005年（平成17年）4月1日：能登線廃止に伴い廃駅。

## 駅構造
単式ホーム1面1線を有する地上駅。無人駅であり、ホーム上に待合所があるのみ。

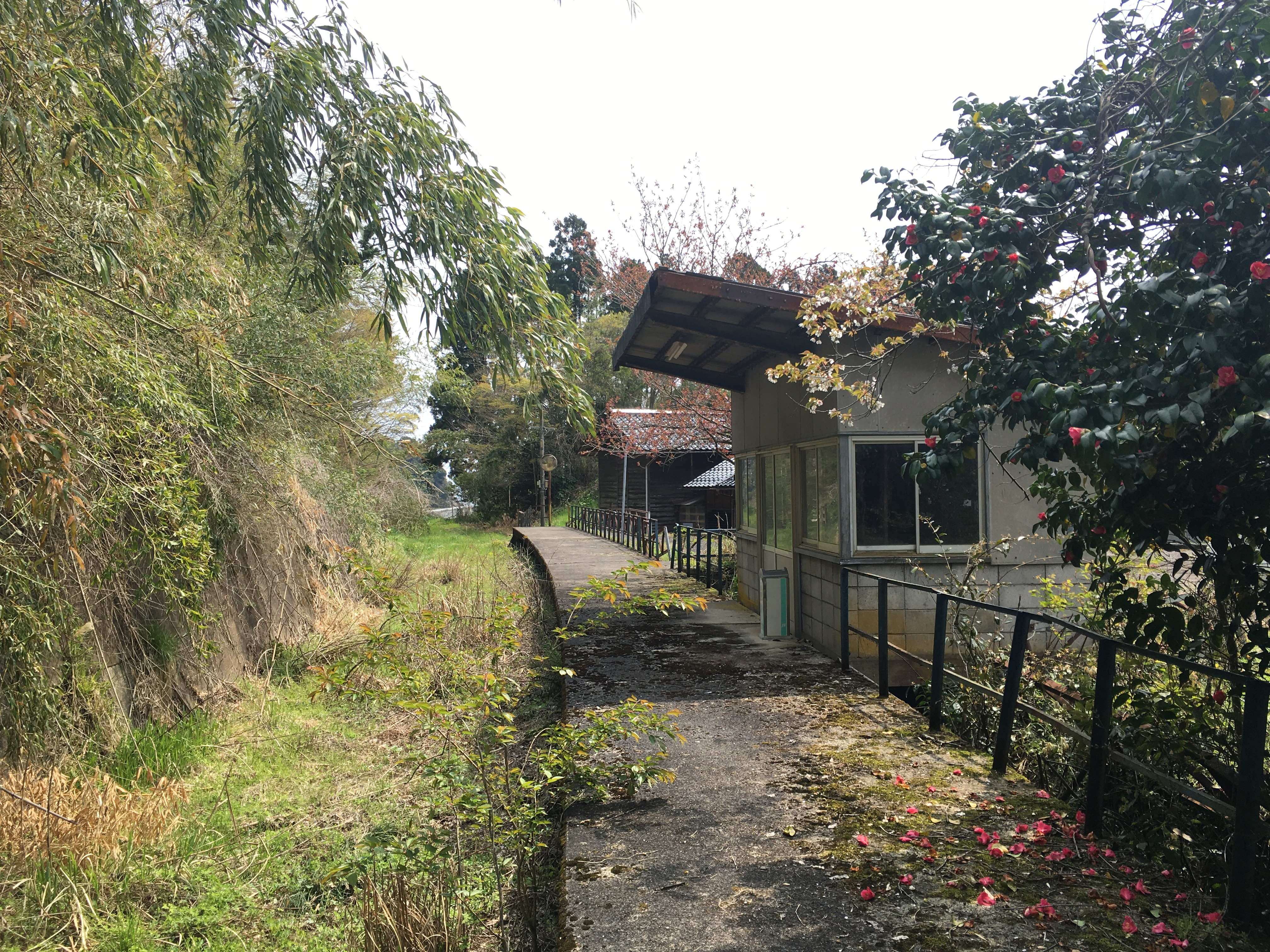
待合室（2016年4月）

## 駅周辺
- 羽根海水浴場
- 国民宿舎うしつ荘

## 隣の駅
のと鉄道
能登線
宇出津駅 - 羽根駅 - 小浦駅